# Microphthalma crouzeli
Microphthalma crouzeli là một loài ruồi trong họ Tachinidae.